# Серленга, Никки
Николь Ли Серленга (англ. Nichole Lee Serlenga; род. 20 июня 1978, Сан-Диего, Калифорния) — американская футболистка, полузащитник. Серебряный призёр Олимпийских игр (2000) в составе национальной сборной.

## Карьера

### Студенческая карьера
В футболе дебютировала в 1996 году в Университете Санта-Клары, где на протяжении трёх лет выступала в составе студенческой женской футбольной команды «Санта-Клара Бронкос».

### Клубная карьера
Во взрослом футболе дебютировала в 2001 году в составе женского футбольного клуба «Атланта Бит», вместе с которым выступала на протяжении двух сезонов. Прекратила профессиональные выступления в 2003 году.

### Карьера в сборной
В 2000 году дебютировала в официальных матчах в составе женской национальной сборной США по футболу. Её первый выход на поле состоялся 7 января 2000 года в товарищеском матче со сборной Чехии, в котором ей удалось забить свой первый гол на международном уровне. В том же году вместе с командой выступала на футбольном турнире летних Олимпийских игр в Сиднее, завоевав серебряные награды.
Всего в составе национальной команды приняла участие в 30 матчах, отметившись 6 забитыми мячами.